# Bulbophyllum longirostre
Bulbophyllum longirostre là một loài phong lan thuộc chi Bulbophyllum.